# 斯图尔特·霍尔登
斯图尔特·霍尔登（英語：Stuart Holden，1985年8月1日—），苏格兰裔美国足球运动员，司职中场。

## 生平

### 球會

#### 早年
賀頓出生於蘇格蘭阿伯丁，據稱自學步後已開始踢足球，少年時曾參加鴨巴甸的足球優才學院（Aberdeen F.C. School of Excellence），其後舉家於他10歲時移居美國德克薩斯州休斯敦，他的父親在雪佛龍的人力资源部門工作。在為克莱姆森大学（Clemson University）效力兩年後，賀頓於2005年3月簽約加盟英格蘭球會新特蘭，僅三天後，於3月12日他在纽卡斯尔一間酒吧外輪候計程車時遇襲，導致左眼眶骨（orbital bone）三處爆裂，錯過為預備隊上陣對曼聯的機會。

#### 侯斯頓戴拿模

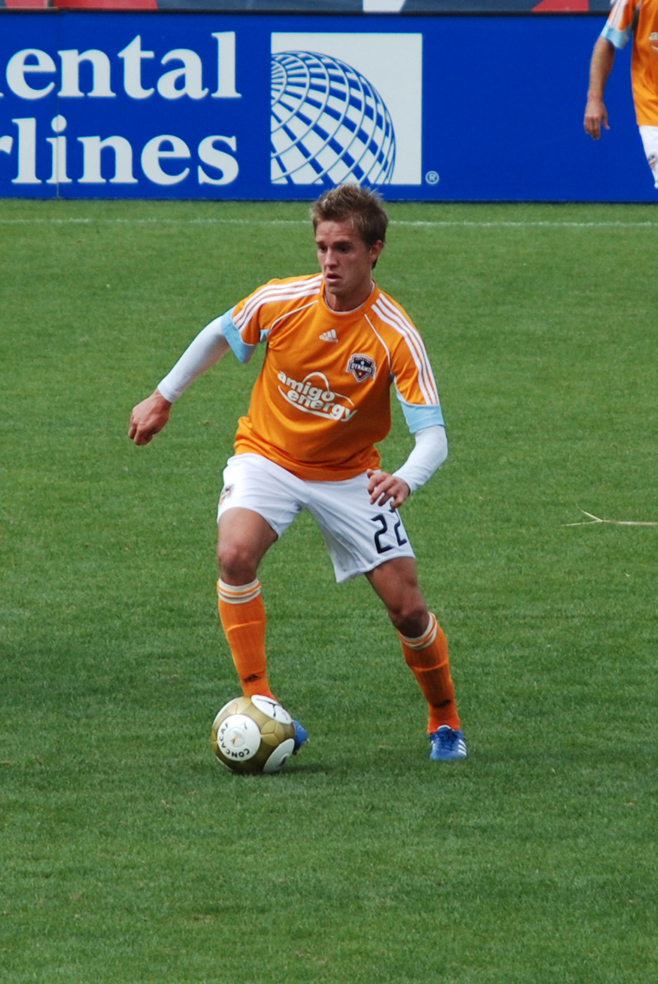
為侯斯頓戴拿模上陣

賀頓其後返回美國於2006年球季加盟家鄉的美國職業足球大聯盟球會休斯敦迪纳摩，在2006年5月27日處子上陣對新英格蘭革命，於7月22日射入首個職業生涯入球，在後補入替首次觸球即射入，對手同樣是新英格蘭革命；8月9日首次以正選身份出戰洛杉磯銀河。首年在常規賽季上陣13場，其中3場正選，侯斯頓戴拿模以西部聯盟第2位晉級季後賽，賀頓以後補身份參與兩場，包括美國足球大聯盟杯，對手再一次是新英格蘭革命，雙方加時後仍然1-1平手，互射十二碼定勝負，於加時下半場才入替的賀頓主射己隊第二球，射向右上角順利入網，最終休斯敦迪纳摩以4-3獲勝。
2007年球季賀頓在隊中取得更多上陣時間，雖然因足踝受傷休戰，仍然上陣22場，其中10場擔任正選，提供5個入球及5個助攻，7月5日對紐約紅牛中賀頓交出兩個助攻，更射入最後一球為球隊鎖定4-0勝局，這入球獲選「每週金球」（Sierra Mist Goal Of The Week），而他亦成為「每週最佳球員」（Player of the Week）；他同時出席球隊所有4場季後賽，在聯盟準決賽對FC达拉斯次回合射入為球隊扳平1-1，最終加時後4-1反勝對手；西部聯盟決賽對堪萨斯城巫师及美國足球大聯盟杯對新英格蘭革命均獲派後補上陣，休斯敦迪纳摩蟬聯冠軍錦標。賀頓亦有為球隊在中北美洲及加勒比海聯賽冠軍盃（CONCACAF Champions' Cup）準決賽對柏卓加（C.F. Pachuca）次回合後補上陣；在3場超級聯賽（SuperLiga）分組賽均有上陣，並貢獻1個助攻，但因傷錯過準決賽。
2008年球季賀頓已成為球隊主力，上陣27場中有18場正選登場，貢獻3個入球及4個助攻，休斯敦迪纳摩成為西部聯盟常規賽冠軍。季後賽準決賽對持外咭參賽的紐約紅牛，賀頓兩回合均列後補上陣，雖然交出1個助攻協助球隊首回合扳平1-1，但次回合大敗0-3無緣衛冕。超級聯賽分組賽首場4-0擊敗阿蘭特（Atlante F.C.）中賀頓射入兩球，第三場對华盛顿特区联後補上陣射入為球隊鎖定3-1比分，3場比賽合共上陣135分鐘射入3球，因參賽北京奧運而缺席準決賽及決賽。2008/09年中北美洲及加勒比海冠軍聯賽（CONCACAF Champions League）6場分組賽中5場任正選，次輪4-4打和普馬斯（Pumas），開賽3分鐘賀頓助攻先開紀錄，但僅23分鐘便因傷退下火線；第五輪對路斯天使（Luis Ángel Firpo）首次戴上隊長臂章並射入1球；因疝氣手術缺席最後一輪比賽。
2009年球季是賀頓在美國職業足球大聯盟的收成期，常規賽上陣26場全部正選登場，改任進攻中場後射入6球及交出4個助攻，入選「美國職業足球大聯盟一隊陣容」（MLS First XI）及「美國職業足球大聯盟明星賽一隊陣容」（MLS All-Star First XI），連續兩年獲得「戴拿模年度人道主義者」（Dynamo Humanitarian of the Year），並獲球迷選為「戴拿模球迷先生」（Dynamo Fans' Choice Award）。於6月5日及6月10日對芝加哥火焰及美国芝华士連續兩場射入致勝球1-0擊敗對手，是聯盟歷來第四人，而對賽球隊當時均列聯盟榜首。「2009年美國職業足球大聯盟明星賽」（2009 Major League Soccer All-Star Game）代表明星隊貢獻1個助攻1-1迫和英超球隊愛華頓。8月1日對华盛顿特区联射入1球十二碼及貢獻1個助攻慶祝24歲生日。8月9日對芝加哥火焰，賀頓於83分鐘射入致勝十二碼鎖定3-2比分，他模仿「搖頭玩偶」（bobblehead doll）作為慶祝入球動作。他踢足球隊3場季後賽，包括西部聯盟決賽加時後1-2不敵西雅圖海灣者（Seattle Sounders）。2008/09年中北美洲及加勒比海冠軍聯賽半準決賽對阿蘭特（Atlante F.C.）兩回合均正選上陣，累計1-4被淘汰出局。2009/10年中北美洲及加勒比海冠軍聯賽分組賽上陣5場，雖然僅有1場正選，首輪後補上陣助攻給程拜仁射入1-0擊敗梅塔帕（Isidro Metapán）；次輪對CD阿拉比（Árabe Unido）同樣後補上陣，因不服球證判決於1分鐘內連接兩面黃牌被逐；停賽1場後再對CD阿拉比，賀頓射入兩球協助球隊大勝5-1，更以6個入球成為休斯敦迪纳摩歷來國際賽最多入球的球員；但球隊在分組賽僅排第三位而未能出線。

#### 保頓
賀頓知會休斯敦迪纳摩球季結束後不會續約，希望再次外闖，其家鄉蘇格蘭的鴨巴甸最先探盤，因薪金過高而放棄，有報導格拉斯哥流浪亦對他表示興趣。2010年1月初賀頓抵達英格蘭預備參加般尼的試訓，但隨著領隊奧雲·高利轉投保頓，他亦追隨轉到保頓跟操，雖然在操練時觸傷大腿，其表現仍然獲得欧文·科尔的讚賞，於1月26日獲保頓提供一紙直到球季結束的合約。2月24日賀頓在英格蘭足總盃作客熱刺首次披甲正選上陣，再於2月27日主場迎戰狼隊作英超處子登場。雖然於代表美國對荷蘭足傷需要缺陣6星期，但憑過往兩場出色的表現，使領隊欧文·科尔啟動合約條款延長至來季季末。4月初賀頓恢復訓練，有望在球季最後兩仗上陣。
2010/11年球季賀頓奠定正選席位，2010年11月13日作客對狼隊，他射入首個英超入球，協助球隊3-2擊敗對手，進佔聯賽榜第五位；12月12日，剛因大腿受傷缺陣兩仗的賀頓於完場前的入球，以2-1絕殺由舊領隊艾拿戴斯帶領的布力般流浪，自2000年後首次擊敗對手。他的表现十分出色，在英超抢断榜位列前茅，一度帮助博尔顿占据联赛第七名并进入足总杯四强。但是，他这个出色的赛季却在2011年3月19日提前终结。这一天，他在老特拉福德球场0比1不敌曼联的英超联赛中被铲伤。这次飞铲留下的大伤口最终缝合了26针，而且膝盖韧带损伤也让他将要远离赛场6个月。在失去霍尔登之后，博尔顿在联赛中2胜6负，排名滑落到第十四位；足总杯也以0比5被斯托克城淘汰，止步于四强。尽管霍尔登提前结束赛季，但他仍然被评选为博尔顿俱乐部赛季最佳球员。
2011年9月22日賀頓於英格蘭聯賽盃第三圈作客對阿士東維拉復出，正選登場踢足整場。但賽後為受傷的膝蓋進行覆診時發現軟骨損壞，隨即接受手術進行修復，預計再度缺陣6個月，賀頓在Twitter留言：『擊倒、蹂躪、失望是我能想到的數個形容詞，但我會繼續奮鬥，為另一條艱辛旅程作好準備。』。

### 國家隊

#### 國奧隊
賀頓曾為美國U20上陣11場，於對巴西及丹麥時分別射入一球。2007年2月獲徵召加入國奧隊集訓營備戰日本之旅，但因傷退隊。他獲國奧隊新任教頭彼得·諾瓦克（Peter Nowak）挑選加入12月加州訓練營備戰中國之旅。美國國奧隊與中國國奧隊進行兩場對抗賽，首仗在長沙贺龙体育场0-0平手；次仗在廣州越秀山体育场賀頓交出一個助攻協助球隊上半場領先3-0，下半場退下火線，完場前中國憑杜震宇的十二碼扳平3-3。2008年2月再獲召加入24人訓練營備戰京奧足球外圍賽，並獲挑選進入參賽名單。美國國奧隊在外圍賽準決賽以3-0擊敗加拿大後獲得京奧足球項目參賽資格，但在決賽於加時後0-1不敵洪都拉斯。
2008年7月賀頓獲選成為美國國奧隊成員出征北京奧運會。賽前美國國奧隊先在香港參加ING挑戰賽作為熱身賽，兩戰一和一負。8月7日京奧足球項目分組首輪比賽，美國國奧隊在天津奧林匹克中心體育場對日本，賀頓於下半場47分鐘一箭定江山，協助球隊1-0旗開得勝。次仗賀頓繼續正選上陣，擔任左中場，美國於完場被荷蘭扳平2-2。分組賽最後一場移師北京工人體育場對尼日利亞，美國於開賽後僅3分鐘即有奥罗斯科（Michael Orozco）因畜意打肘被球證直接出示紅牌驅逐離場，最終1-2落敗，排小組第三位未能出線。

#### 國家隊
由於大部分國家隊主力球員在參賽洲際國家盃後獲准休戰，賀頓得以在2009年6月24日獲國家隊挑選加入2009年美洲金盃參賽名單。7月4日首次代表大國腳在分組賽出戰格林納達，於31分鐘頭球頂入個人首個國家隊入球，協助球隊大勝4-0完場；次仗對洪都拉斯沒有上陣，7月11日分組賽最後一場對海地，賀頓再次正選上陣，於完場前受傷補時階段在離門24碼勁射破網，為球隊扳平2-2完場，而球隊首個入球亦是得他助攻，賽果除使美國以小組首名出線外，更延續國家隊在美洲金盃分組賽連續25場不敗及主場對賽美洲金盃球隊56場不敗的紀錄。賀頓在準決賽對洪都拉斯貢獻兩個助攻協助美國2-0獲勝晉級決賽。不幸決賽以0-5大敗於墨西哥腳下，但賀頓在賽事中的表現使他獲選入「賽事最佳陣容」（All-Tournament Team）。
2010年3月3日代表美國作客友賽荷蘭，遭尼祖·迪莊踢傷離場，賽後證實右腳腓骨骨裂。5月12日賀頓獲選美國參賽南非世界盃30人初選名單，並於5月27日順利進入23人決選名單，分組賽首場對英格蘭賀頓於賽事末段後補登場，於世界盃舞台僅取得5分鐘亮相機會。

#### 國際賽入球
| #   | 日期          | 球場                                      | 對賽球隊 | 入球  | 賽果  | 競賽           |
| --- | ------------- | ----------------------------------------- | -------- | ----- | ----- | -------------- |
| 01. | 2009年7月4日  | 美國西雅圖 奎斯特菲特球場（Qwest Field）  | 格瑞那達 | 2 – 0 | 4 – 0 | 2009年美洲金盃 |
| 02. | 2009年7月11日 | 美國福克斯堡 吉列球場（Gillette Stadium） | 海地     | 2 – 2 | 2 – 2 | 2009年美洲金盃 |

## 私人生活
賀頓畢業於德克薩斯州休斯敦的雅迪國際學校（Awty International School），他自2006年成為美國公民，但仍持有英國護照。他的父親患胰腺癌6年後，於2009年2月去世，其母親與妹妹仍然居於休斯敦。賀頓最鍾愛的球隊是曼聯，曾5次造訪奧脫福球場。
賀頓的弟弟尤安·霍尔登（Euan Holden）曾效力新墨西哥大學，司職左閘，在「2010年MLS超級選秀會」（2010 MLS SuperDraft）於第四輪第62選被休斯敦迪纳摩選中，但他沒有加盟休斯敦迪纳摩，追隨兄長的腳步，到歐洲不同球會試訓，獲剛降班丹甲的維積利（Vejle Boldklub）賞識提供一年合約。

### 职业游戏生涯
在成为职业足球运动员之前，霍尔登曾经是游戏反恐精英（CS）的职业玩家。他是美国CS职业战队Forsaken的创始人，之后又成为战队队长。他和战队一起获得2002年世界电子竞技大赛（WCG2002）美国区预选赛亚军以及CPL2003的第八名。之后霍尔登决定将自己的主要精力放在克莱姆森大学足球队，并退出Forsaken战队，结束自己的职业游戏生涯。

## 榮譽
休斯敦迪纳摩
- 美國足球大聯盟杯
  - 冠軍：2006年、2007年；

## 外部連結
- 足球数据库：斯图尔特·霍尔登的球员统计数据
- MLS player profile
- Holden: An Exciting Opportunity